# Thomas Gambke

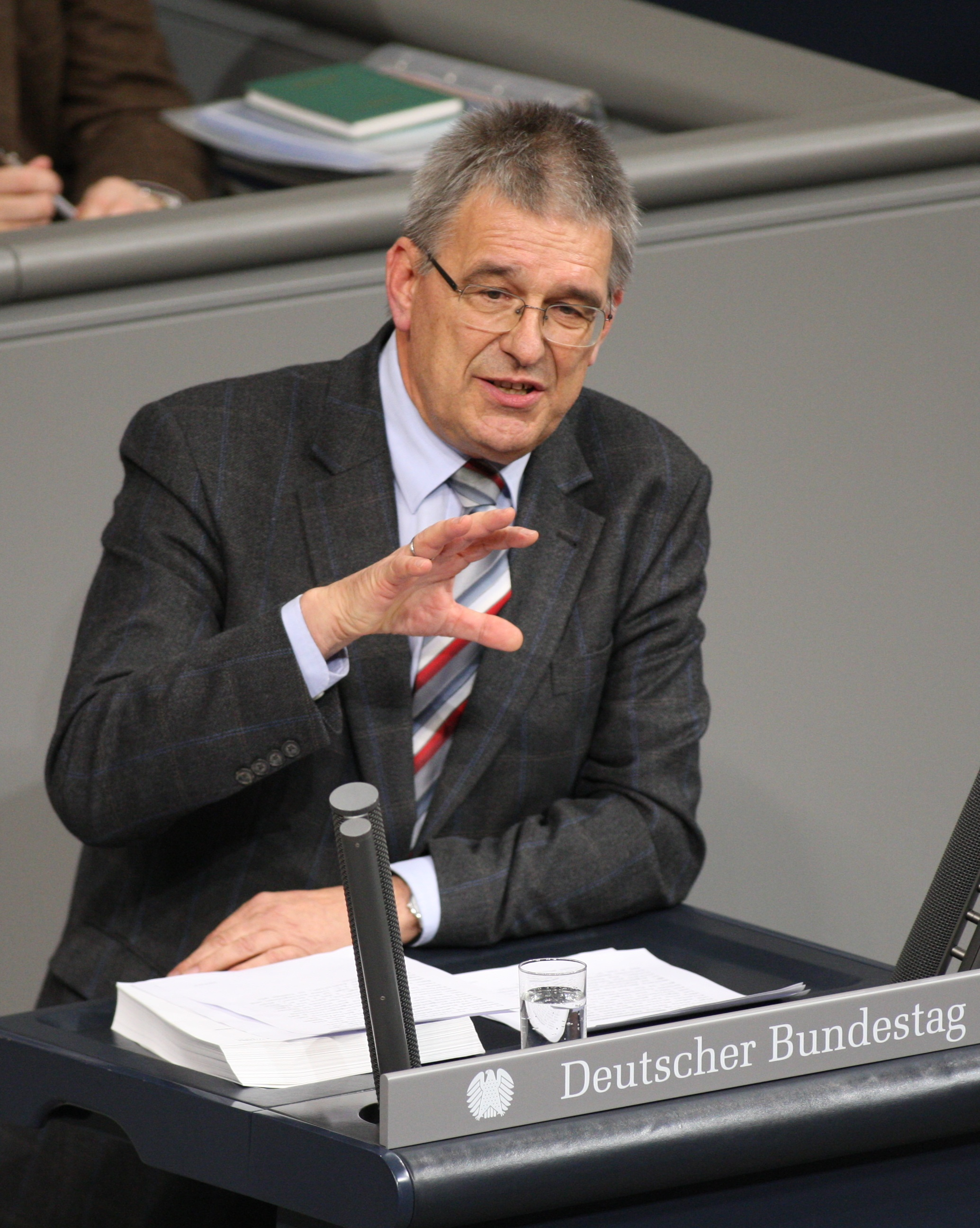
Thomas Gambke bei einer Plenarrede im Deutschen Bundestag (2013)

Thomas Gotthard Gambke (* 16. Oktober 1949 in Rimsting) ist ein deutscher Wirtschaftsmanager, Unternehmer und Politiker. Er ist Mitglied der Partei Bündnis 90/Die Grünen und war von 2009 bis 2017 Mitglied des Deutschen Bundestages.

## Leben
Thomas Gambke wurde in Rimsting am Chiemsee (Bayern) geboren.  Er ist verwitwet und hat drei Kinder und lebt heute in Hamburg.

### Ausbildung und wissenschaftliche Tätigkeit
Schulbesuch in Bonn und Gehrden bei Hannover; 1968 Abitur Nach 18-monatigem Wehrdienst studierte Gambke 1979 Physik an der Technischen Hochschule (heute TU) Darmstadt (Abschluss als Dipl.-Phys.). Von 1976 bis 1981 arbeitete Gambke als wissenschaftlicher Assistent am Institut für Festkörperphysik  an der TH Darmstadt. 1981 wurde Gambke mit einer Arbeit über die Elektronen-Spin-Resonanz von Seltenen Erden in intermetallischen Verbindungen promoviert. Mit einem Forschungsstipendium der Deutschen Forschungsgesellschaft setzte Gambke seine wissenschaftlichen Arbeiten in der Festkörperphysik an der University of California in San Diego fort.

### Industrietätigkeit
1982 kehrte Gambke nach Deutschland zurück, zunächst als Technologieberater am VDI Technologiezentrum in Berlin. 1984 begann Gambke  beim Jenaer Glaswerk Schott & Gen., der heutigen SCHOTT AG, zunächst als Leiter der Abteilung „Dünne Schichten“ in der Forschung und Entwicklung.  1990 übernahm er die kaufmännische Leitung des SCHOTT Werkes in Landshut.  Als Geschäftsbereichsleiter „Electronic Packaging“ war er am Aufbau von Tochterunternehmen in Tschechien, Singapur, China und den Vereinigten Staaten beteiligt. Gambke war als Sprecher der Geschäftsleitung der SCHOTT Electronic Packaging Holding GmbH Gesamtverantwortlicher für dieses Geschäft. 2007 gab er seine operativen Aufgaben bei SCHOTT auf. Mit weiteren Gesellschaftern gründete Gambke das Unternehmen MSG Lithoglas GmbH zunächst in Berlin und dann in Dresden. Thomas Gambke ist heute Mitglied im Beirat dieser Gesellschaft.

### Politische Laufbahn
Nach seinem Eintritt in die Partei Bündnis 90/Die Grünen war Gambke von 2006 bis 2010 Vorstand des Kreisverbandes Stadt Landshut von Bündnis 90/Die Grünen.  2008 wurde Thomas Gambke in den Stadtrat von Landshut gewählt. Im Stadtrat war er Mitglied des Umweltsenates und Verwaltungsbeirat der Stadtwerke. Im Frühjahr 2011 legte Thomas Gambke sein Mandat als Landshuter Stadtrat nieder.
Seit 2005 ist Gambke Mitglied im bayerischen Landesarbeitskreis Wirtschaft & Finanzen der Grünen, von 2008 bis 2013 war er Sprecher dieses Arbeitskreises.
Bei der Bundestagswahl 2005 kandidierte er als Direktkandidat im Wahlkreis Landshut. Er erreichte 6,7 % der Erststimmen. Listenplatz 8 auf der Landesliste Bayern von Bündnis 90/Die Grünen reichte damals noch nicht für den Einzug in den Bundestag.
Zur Bundestagswahl 2009 trat Gambke erneut im Wahlkreis Landshut an und verbesserte sich auf 10,2 % der Erststimmen. und konnte mit dem verbesserten Ergebnis der Grünen (10,7 % der Zweitstimmen im Bund) in den deutschen Bundestag einziehen. In der 17. Legislaturperiode war Gambke im Bundestag ordentliches Mitglied im Finanzausschuss des Bundestages sowie in der Enquetekommission „Wachstum, Wohlstand, Lebensqualität“. Im Finanzausschuss war er Berichterstatter seiner Fraktion für Unternehmensbesteuerung, internationale Besteuerung und Mehrwertsteuer. Außerdem übernahm Gambke den Vorsitz der ASEAN-Parlamentariergruppe des Deutschen Bundestages. 2012 wurde Gambke als Mittelstandsbeauftragter der Fraktion Bündnis 90/Die Grünen gewählt. 2013 zog Gambke erneut in den Deutschen Bundestag ein. Neben unveränderten Aufgaben im Finanzausschuss gehörte Gambke in der 18. Legislatur des Deutschen Bundestages als Vollmitglied dem Ausschuss für Wirtschaft und Energie sowie dem Unterausschuss Regionale Wirtschaftspolitik und ERP Wirtschaftspläne an. Er war dort Berichterstatter seiner Fraktion für Mittelstandspolitik und das Handwerk. Zur Bundestagswahl 2017 trat er nicht erneut an.

### Grüner Wirtschaftsdialog
In der Partei Bündnis 90/Die Grünen hat Gambke verschiedene Initiativen zur Intensivierung und Verstetigung des Dialogs zwischen Unternehmerinnen und Unternehmern und Grüner Politik voran getrieben. So hat er aus dem in der 18. Legislatur des Deutschen Bundestages in der Bundestagsfraktion gebildeten „Gesprächskreis Nachhaltige Unternehmen“ (GNU) den „Grünen Wirtschaftsdialog“ initiiert. Am 14. Dezember 2018 wurde der Grüne Wirtschaftsdialog als Verein in Berlin gegründet. Gambke wurde als Sprecher des Vorstands gewählt.  Selbsterklärtes Ziel des Grünen Wirtschaftsdialogs ist es, den Austausch zwischen der deutschen Wirtschaft und der grünen Partei zu intensivieren.

## Sonstiges
Gambke war an der Gründung der „Bürgerenergie Isar e. G.“ im April 2012 beteiligt und saß bis 2015 als stellvertretender Vorsitzender im Aufsichtsrat der Genossenschaft.  Gambke war Mitglied der Petra-Kelly-Stiftung in München und im Kuratorium der Hochschule für Angewandte Wissenschaften Landshut. Als Bundestagsabgeordneter hatte sich Gambke für die Umsetzung von angebotsorientiertem öffentlichen Nahverkehr eingesetzt. 